# Guilherand-Granges
Guilherand-Granges es un municipio francés situado en el departamento de Ardèche y la región Auvernia-Ródano-Alpes. Pertenece al distrito de Tournon-sur-Rhône y al cantón de Saint-Péray y contaba con 10.707 habitantes en 1999. Actualmente es la tercera ciudad del departamento, después de Annonay y Aubenas.
Sus habitantes reciben el gentilicio de Guilherandais-grangeois(es).

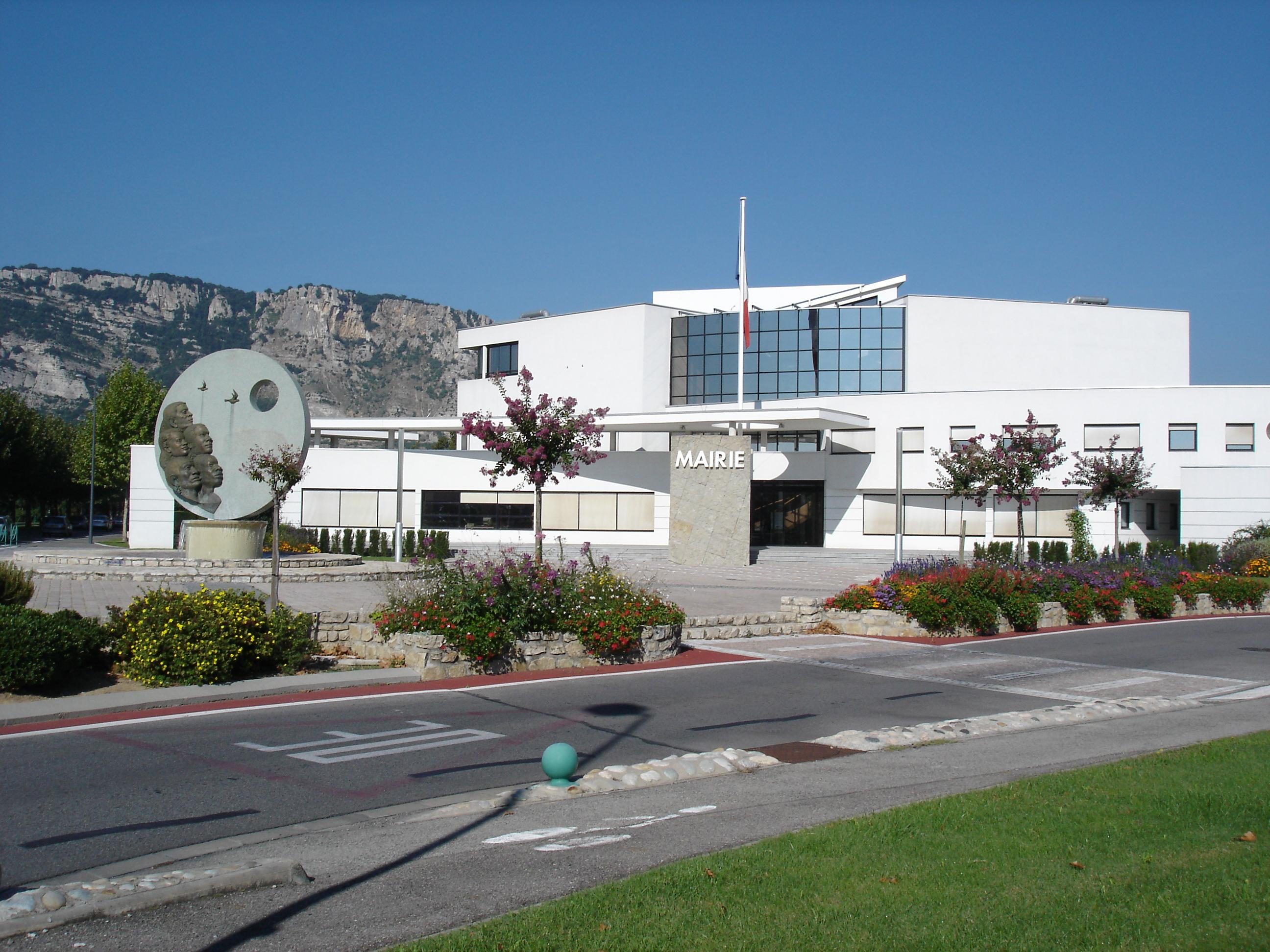
Ayuntamiento de Guilherand-Granges.

## Geografía
Guilherand-Granges se sitúa en la margen derecha del Ródano, frente a Valence, capital del departamento de Drôme.

## Historia

### Denominación
- En un principio, el municipio se llamaba Guilherand y estaba compuesto solo por un pueblo situado a los pies de la colina de Crussol. Una aldea del municipio, Les Granges, situada a orillas del Ródano, en la salida del puente que lleva a Valence, se desarrolló durante el siglo XX hasta convertirse en la parte principal del municipio.
- Debido a la proximidad inmediata de Valence, la ciudad pasó a denominarse Granges-lès-Valence, conservando su denominación oficial de Guilherand.
- Como consecuencia de la petición del consejo municipal, un decreto ministerial del 13 de diciembre de 1991 autorizó al municipio de Guilherand a cambiar de nombre para llamarse de ahora en adelante Guilherand-Granges.

## Administración
| Período                             | Identidad         | Partido |
| ----------------------------------- | ----------------- | ------- |
| desde 1971                          | Henri-Jean Arnaud | UMP     |
| 1965-1971                           | Henri Chapelon    |         |
| 1945-1965                           | Marcel Coulet     |         |
| No se conocen los datos anteriores. |                   |         |

### Hermanamientos
- Bad Soden-Salmünster (Alemania)

## Demografía
| 4433 | 7226 | 8966 | 9556 | 10 492 | 10 707 |
| Para los censos de 1962 a 1999 la población legal corresponde a la población sin duplicidades (Fuente: INSEE [Consultar]) |      |      |      |        |        |

## Lugares y monumentos
- Iglesia de Sainte-Eulalie del siglo XIX.
- Ruinas del castillo de Crussol, construcción medieval del siglo XIII.

## Personalidades ligadas al municipio
- Jean Chièze (1898-1975), grabador e ilustrador.